# Kota Ranger FC
El Kota Ranger FC es un equipo de fútbol de Brunéi Darussalam que juega en la Brunei Super League, la primera división de fútbol en el país.

## Historia
Fue fundado en el año 1978 en la capital Bandar Seri Begawan y es uno de los equipos de fútbol más viejos de Brunéi Darussalam, así como uno de los más importantes entre las décadas de los años 1970s y 1980s, en donde logró ganar el título nacional en dos ocasiones.
También es el equipo de Brunéi Darussalam con más participaciones en la desaparecida Copa de Clubes de Asia, aunque nunca pudo superar la primera ronda.

## Palmarés
- Brunei Premier League: 3

1987, 1993, 2015

## Participación en competiciones de la AFC
- Copa de Clubes de Asia: 3 apariciones

1987: primera ronda
1992/93: segunda ronda
1994/95: primera ronda